# John Austin (tennista)
John Austin (Long Beach, 31 luglio 1957) è un ex tennista statunitense.
Fratello di Tracy Austin, nonché di Jeff, Pam e Doug, tutti ex tennisti.

## Carriera
In carriera ha vinto un titolo di doppio nel 1981 al Bangkok Tennis Classic, in coppia con Mike Cahill, battendo Lloyd Bourne e Van Winitsky per 6-3, 7-6. Nei tornei del Grande Slam ottiene il suo miglior risultato vincendo il doppio misto a Wimbledon nel 1980, in coppia con la sorella Tracy, battendo gli australiani Dianne Balestrat e Mark Edmondson per 4–6, 7–6(6), 6–3.

## Statistiche

### Doppio

#### Vittorie (1)
| Numero | Anno | Torneo                          | Superficie | Compagno    | Avversari in finale       | Punteggio |
| 1.     | 1981 | Bangkok Tennis Classic, Bangkok | Sintetico  | Mike Cahill | Lloyd Bourne Van Winitsky | 6-3, 7-6  |

### Doppio misto

#### Vittorie (1)
| Numero | Anno | Torneo            | Superficie | Compagna     | Avversari in finale                       | Punteggio           |
| 1.     | 1980 | Wimbledon, Londra | Erba       | Tracy Austin | Dianne Fromholtz Balestrat Mark Edmondson | 4–6, 7-6 (8–6), 6–3 |